# Puchar Świata w kombinacji norweskiej 2003/2004
Sezon 2003/2004 Pucharu Świata w kombinacji norweskiej rozpoczął się 29 listopada 2003 w fińskiej Ruce, zaś ostatnie zawody z tego cyklu zaplanowano także w Finlandii, w Lahti, 6 marca 2004 roku. 
Zawody odbyły się w 7 krajach: Austrii, Czechach, Finlandii, Japonii, Niemczech, Norwegii oraz Włoszech.
Obrońcą Pucharu Świata był Niemiec Ronny Ackermann. W tym sezonie triumfował Fin Hannu Manninen, który wygrał 7 z 22 zawodów.

## Kalendarz i wyniki
| Lp  | Data              | Miejscowość   | Konkurencja | 1. miejsce                                                | 2. miejsce                                                   | 3. miejsce                                                   |
| --- | ----------------- | ------------- | ----------- | --------------------------------------------------------- | ------------------------------------------------------------ | ------------------------------------------------------------ |
| 1.  | 29 listopada 2003 | Ruka          | K120/15 km  | Ronny Ackermann                                           | Hannu Manninen                                               | Samppa Lajunen                                               |
| 2.  | 30 listopada 2003 | Ruka          | K120/7,5 km | Ronny Ackermann                                           | Sebastian Haseney                                            | Hannu Manninen                                               |
| 3.  | 6 grudnia 2003    | Trondheim     | K120/7,5 km | Ronny Ackermann                                           | Hannu Manninen                                               | Petter Tande                                                 |
| 4.  | 7 grudnia 2003    | Trondheim     | K120/7,5 km | Zawody odwołane                                           | Zawody odwołane                                              | Zawody odwołane                                              |
| 5.  | 12 grudnia 2003   | Val di Fiemme | K95/15 km   | Ronny Ackermann                                           | Sebastian Haseney                                            | Felix Gottwald                                               |
| 6.  | 13 grudnia 2003   | Val di Fiemme | 10 km/K95   | Hannu Manninen                                            | Felix Gottwald                                               | Michael Gruber                                               |
| 7.  | 30 grudnia 2003   | Oberhof       | K120/15 km  | Ronny Ackermann                                           | Felix Gottwald                                               | Todd Lodwick                                                 |
| 8.  | 2 stycznia 2004   | Reit im Winkl | K90/7,5 km  | Magnus Moan                                               | Samppa Lajunen                                               | Todd Lodwick                                                 |
| 9.  | 4 stycznia 2004   | Schonach      | K90/15 km   | Todd Lodwick                                              | Ronny Ackermann                                              | Hannu Manninen                                               |
| 10. | 10 stycznia 2004  | Seefeld       | K90/7,5 km  | Hannu Manninen                                            | Samppa Lajunen                                               | Georg Hettich                                                |
| 11. | 11 stycznia 2004  | Seefeld       | K90/15 km   | Hannu Manninen                                            | Felix Gottwald                                               | Sebastian Haseney                                            |
| 12. | 23 stycznia 2004  | Nayoro        | K90/15 km   | Samppa Lajunen                                            | Sebastian Haseney                                            | Hannu Manninen                                               |
| 13. | 25 stycznia 2004  | Sapporo       | 10 km/K120  | Hannu Manninen                                            | Samppa Lajunen                                               | Christoph Bieler                                             |
| 14. | 27 stycznia 2004  | Sapporo       | K120/7,5 km | Hannu Manninen                                            | Petter Tande                                                 | Christoph Bieler                                             |
| 15. | 14 lutego 2004    | Oberstdorf    | K120/3x5 km | Finlandia Hannu Manninen · Samppa Lajunen · Jaakko Tallus | Niemcy I Sebastian Haseney · Georg Hettich · Ronny Ackermann | Austria I Felix Gottwald · Michael Gruber · Christoph Bieler |
| 16. | 15 lutego 2004    | Oberstdorf    | K120/15 km  | Hannu Manninen                                            | Daito Takahashi                                              | Todd Lodwick                                                 |
| 17. | 21 lutego 2004    | Liberec       | K120/7,5 km | Zawody odwołane                                           | Zawody odwołane                                              | Zawody odwołane                                              |
| 18. | 22 lutego 2004    | Liberec       | K120/15 km  | Ronny Ackermann                                           | Hannu Manninen                                               | Samppa Lajunen                                               |
| 19. | 28 lutego 2004    | Oslo          | K115/7,5 km | Hannu Manninen                                            | Samppa Lajunen                                               | Ronny Ackermann                                              |
| 20. | 29 lutego 2004    | Oslo          | K115/15 km  | Ronny Ackermann                                           | Samppa Lajunen                                               | Mario Stecher                                                |
| 21. | 5 marca 2004      | Lahti         | K116/7,5 km | Daito Takahashi                                           | Felix Gottwald                                               | Hannu Manninen                                               |
| 22. | 6 marca 2004      | Lahti         | K116/15 km  | Daito Takahashi                                           | Felix Gottwald                                               | Samppa Lajunen                                               |

## Klasyfikacje
| Lp. | Zawodnik          | Punkty |
| 1.  | Hannu Manninen    | 1392   |
| 2.  | Ronny Ackermann   | 1143   |
| 3.  | Samppa Lajunen    | 1058   |
| 4.  | Felix Gottwald    | 818    |
| 5.  | Daito Takahashi   | 817    |
| 6.  | Sebastian Haseney | 744    |
| 7.  | Todd Lodwick      | 705    |
| 8.  | Magnus Moan       | 552    |
| 9.  | Christoph Bieler  | 549    |
| 10. | Petter Tande      | 543    |

| Lp. | Zawodnik          | Punkty |
| 1.  | Hannu Manninen    | 650    |
| 2.  | Samppa Lajunen    | 397    |
| 3.  | Ronny Ackermann   | 394    |
| 4.  | Daito Takahashi   | 365    |
| 5.  | Magnus Moan       | 321    |
| 6.  | Petter Tande      | 275    |
| 7.  | Sebastian Haseney | 275    |
| 8.  | Felix Gottwald    | 260    |
| 9.  | Todd Lodwick      | 253    |
| 10. | Christoph Bieler  | 209    |

| Lp. | Zawodnik          | Punkty |
| 1.  | Finlandia         | 3272   |
| 2.  | Niemcy            | 2836   |
| 3.  | Austria           | 2292   |
| 4.  | Norwegia          | 1648   |
| 5.  | Japonia           | 937    |
| 6.  | Stany Zjednoczone | 935    |
| 7.  | Szwajcaria        | 780    |
| 8.  | Francja           | 643    |
| 9.  | Czechy            | 299    |
| 10. | Włochy            | 51     |